# Jiří Krejčí
Jiří Krejčí (* 22. März 1986 in Jablonec nad Nisou, Tschechoslowakei) ist ein tschechischer Fußballspieler.

## Karriere
Krejčí begann im Alter von acht Jahren mit dem Fußballspielen bei Sparta Prag. Nach seiner Jugendzeit schaffte er den Sprung in die erste Mannschaft nicht und wechselte im Jahr 2004 zum FK Chmel Blšany. Dort kam er nur selten zum Einsatz und stieg mit dem Verein am Ende der Saison 2005/06 aus der Gambrinus Liga ab. Er wechselte daraufhin zum Ligakonkurrenten FK Siad Most, wo er in der folgenden Spielzeit aber nur zu einem Einsatz kam.
Im Jahr 2007 wechselte Krejčí in seine Heimatstadt zum FK Jablonec, der ebenfalls im Oberhaus spielte. Dort kam er häufiger zum Einsatz und wurde in der Rückrunde 2008/09 zum Stammspieler. Die Qualifikation zur Europa League verpasste der Klub nur knapp. In der Saison 2009/10 spielte er mit seinem Klub bis zum letzten Spieltag um die tschechische Meisterschaft mit, der jedoch am Saisonende dem Rekordmeister Sparta Prag den Vortritt lassen musste.
Im Sommer 2010 verließ Krejčí Tschechien und schloss sich dem griechischen Klub Iraklis Thessaloniki an. Dort kam er in der Hinrunde nicht zum Einsatz und wechselte in der Winterpause zum FC Timișoara nach Rumänien. Auch dort bestritt er in der Rückrunde kein Spiel und kehrte im Sommer 2011 zum 1. FK Příbram in sein Heimatland zurück. Nach dem Ende der Saison 2011/12 wechselte er zu Pécsi Mecsek FC nach Ungarn. Im Sommer 2013 kehrte er in die Tschechische Republik zurück und schloss sich dem Erstligisten FC Vysočina Jihlava an. Dort absolvierte er bis 2018 insgesamt 116 Pflichtspiele in der Liga und erzielte drei Treffer. Im Januar 2018 unterschrieb Krejčí beim 1. FC Slovácko, für den er bis 2020 in 38 Ligapartien zum Einsatz kam und ein Tor erzielte.

## Erfolge
- Tschechischer Vizemeister: 2010